# Canon EOS D30
Canon EOS D30 — цифровой зеркальный фотоаппарат серии Canon EOS, анонсированный 17 мая 2000 года. Оснащён КМОП-сенсором формата APS-C с эффективным разрешением 3,1 мегапикселей. Конструкция разработана на основе плёночных зеркальных фотоаппаратов Canon и крепится на шасси из нержавеющей стали с пластмассовыми внешними крышками. Считается первой самостоятельной цифровой разработкой компании Canon, ранее сотрудничавшей с компанией Kodak, которая поставляла цифровые задники для совместных моделей Canon EOS D2000 (Kodak DCS 520), Canon EOS D6000 (Kodak DCS 560).

## Описание
Фотоаппарат внешне похож на плёночную модель EOS 3000, и основан на его узлах. На момент выхода это был самый дешёвый в мире цифровой зеркальный фотоаппарат: его стоимость составляла 2600 долларов США. В центре видоискателя с жёстковстроенной пентапризмой находится единственный датчик фазового автофокуса.

## Совместимость
Для питания электроники служит литий-ионный аккумулятор BP-511, в дальнейшем использовавшийся в большинстве «кропнутых» Кэнонов. Фотоаппарат совместим со всеми объективами стандарта EF, для которых кроп-фактор составляет 1,6. Объективы более позднего стандарта EF-S не поддерживаются из-за короткого заднего отрезка. При этом фотоаппарат совместим с объективами сторонних производителей, предназначенных для фотоаппаратов с кроп-фактором 1,5 и больше: например, объективами Sigma (с индексом DC), Tokina (с индексом DX) и Tamron (с индексом Di II).
Этот фотоаппарат стал первым из цифровых зеркальных фотоаппаратов Canon, в котором реализована система E-TTL, основанная на измерении предварительного импульса фотовспышки. Технология пришла на смену A-TTL, использовавшейся в предыдущих цифровых камерах Canon EOS D6000 и Canon EOS DCS 3. По этой причине фотовспышки Canon Speedlite серии EZ, разработанные для плёночных фотоаппаратов, с EOS D30 работоспособны только в ручном режиме, а полноценная автоматика поддерживается вспышками новой серии EX, разработанной для Canon EOS-3.